# Domínio de Soja
O Domínio de Soja (総社藩, Soja-han) foi um Han do período Edo da história do Japão . Localizava-se na Província de Kōzuke, atual Gunma.

## Histórico
Após o Cerco de Odawara, quando toda Kanto passou para o lado de Tokugawa Ieyasu, seu vassalo Suwa Yoritada foi agraciado com uma renda de 10.000 koku . O Clã Suwa era oriundo da província de Shinano e foi brutalmente aniquilado por Oda Nobunaga. Após o Incidente de Honnō-ji em 21 de Junho de 1582 e o Conflito Tenshō-Jingo o clã Go-Hōjō procurou tomar as terras da região, mas foi neutralizado por Ieyasu. Como compensação por toda essa barbárie Yoritada recebeu o Domínio de Soja permanecendo nele até 1601 quando foi transferido para o Domínio de Suwa (30.000 koku) na província de Shinano.
Em seu lugar passa a ocupar o Domínio, Nagatomo do Clã Akimoto que inicialmente era vassalo do Clã Go-Hōjō, mas que ligou-se a Ieyasu na Batalha de Sekigahara e por isso foi agraciado com o título de Daimiô. O clã ficou no domínio até 1633 quando foi transferida para o Domínio de Yamura na Província de Kai. E o domínio se transformou em tenryō.

## Lista de Daimiôs
O Daimiô era o chefe hereditário do Domínio e ao mesmo tempo era o líder do clã.
- -- Clã Suwa (fudai; 10.000 koku)[1]

1. Suwa Yoritada -- 1592-1601

- -- Clã Akimoto (fudai; 10.000 koku)[2]

1. Akimoto Nagatomo -- 1601-1628
2. Akimoto Yasutomo -- 1628-1633

- tenryō -- 1633-1781